# موتور عشايري شمارة 28 مهدي صادقي (وكيل أباد)
موتور عشایري شمارة 28 مهدي صادقي (بالإنجليزية: Mowtowr-e Ashayiri Shomareh-ye 28 Mehdi Sadeqi)‏ هي منطقة سكنية تقع في إيران في كرمان. يقدر عدد سكانها بـ 24 نسمة .